# Manny Andruszewski
Manny Andruszewski, all'anagrafe Emanuel Franciszek Andruszewski (Eastleigh, 4 ottobre 1955) è un ex calciatore inglese, di ruolo difensore.

## Carriera
Viene aggregato alla prima squadra del Southampton, militante nella prima divisione inglese, a partire dal 1972, facendo però di fatto il suo effettivo esordio tra i professionisti nella stagione 1974-1975, disputata in seconda divisione, categoria nella quale gioca fino al 1978, quando i Saints conquistano la promozione in prima divisione, cateogoria in cui gioca per un biennio, fino al 1980. Con il Southampton vince inoltre la FA Cup 1975-1976, giocando anche 2 partite nella Coppa delle Coppe 1976-1977 (la doppia sfida con i belgi dell'Anderlecht nei quarti di finale, nei quali peraltro il club biancorosso viene eliminato); di fatto non gioca comunque mai un'intera stagione da titolare nel Southampton, disputando complessivamente 83 partite di campionato (con anche 3 reti segnate) in sei stagioni dal suo esordio (ed otto stagioni totali dal suo primo contratto professionistico), tra le quali 22 presenze ed una rete in prima divisione (10 presenze nella stagione 1978-1979 e 12 presenze ed una rete nella stagione 1979-1980). Nel 1980 si trasferisce nella NASL ai T.B. Rowdies, con i quali nell'arco di un biennio segna un gol in 30 presenze; nel 1982 torna poi brevemente al Southampton, con cui comunque non gioca ulteriori partite ufficiali. Si trasferisce poi all'Aldershot, club con il quale nel corso della stagione 1982-1983 mette a segno 2 reti in 25 presenze nella quarta divisione inglese; trascorre quindi una stagione nei semiprofessionisti dell'Andover per poi fare ritorno negli Stati Uniti, dove nel 1984 veste la maglia degli Houston Dynamos.
In carriera ha totalizzato complessivamente 108 presenze e 5 reti nei campionati della Football League.

## Palmarès

### Club

#### Competizioni nazionali
- Coppa d'Inghilterra: 1

Southampton: 1975-1976